# نقل عام (مسلسل)
نقل عام هو مسلسل عائلي مصري من إخراج عادل أديب وبطولة محمود حميدة، دينا، سميحة أيوب، محمد محمود عبد العزيز، محسن محيي الدين ونهلة سلامة، صدر المسلسل في 29 يناير على قناة أون.

## نبذه
يعمل أحمد الشربيني سائقا بهيئة النقل العام، له من الأبناء 6 باختلاف أعمارهم، يقيم المتزوجون منهم معه ويشكلون عبئا إضافيا، بخلاف المشكلات والديون التي لا تنتهي، وظهور ابنتيه من زواجه الأول بعد 30 عاما، ومرض أخيه وتسلط زوجته وضغوط والدته، ما يدفعه للتورط في عملية تهريب كبرى ليسدد ديونه.

## طاقم العمل
- محمود حميدة بدور أحمد الشربيني
- دينا بدور سهام
- سميحة أيوب بدور يمنة- أم أحمد
- محمد محمود عبد العزيز بدور فيصل
- محسن محيي الدين بدور عادل
- نهلة سلامة بدور غادة
- إيهاب فهمي بدور طلبة
- ميرهان حسين بدور شيرين
- ريم البارودي بدور شيماء